# شاهان شاعر زبان فارسی
صرف‌نظر از فتوحات و جهانگشائی و توسعهٔ قلمرو و حیطه حکمرانانی که در ایران زمین بحکومت پرداختند، باید وجود بسیاری از پادشاهان را که در طریق توسعهٔ دامنه ادب همت والائی نشان داده‌اند؛ از خاطر بدور نداشت. گذشته از اینکه برخی از این پادشاهان شعرا و ادبای ایرانی را تشویق و حمایت می‌کردند، حتی بعضی از آن‌ها خود بشخصه شوق سرایندگی و استعداد گویندگی را دارا بودند.
این اقدام آن‌قدر مؤثر بود که تاریخ‌نگاران و نویسندگان به ثبت و انعکاس فعالیت آنان به قراخور میزان تأثیر آن در کتب و تذکره‌هایی پرداختند. از جمله آن‌ها می‌توان به موارد زیر اشاره کرد:
در تذکرهٔ لباب الالباب، باب پنجم به اُمرای شاعر اختصاص دارد تحت عنوان «در لطایف اشعار و ملوک کبار». برای مثال در اهمیت این موضوع، در این کتاب اشاره به الهام‌بخشی سخن پادشاهان شده‌است: أهل الدُوَل مُلهَمون
در باب اول از ابواب چهارگانهٔ تذکرهٔ جامع مجمع الفصحا، به بیان مختصری از شرح حسب و نسب شاهان عهد نویسنده و سایر سلاطین پرداخته شده‌است.
تذکره لباب الالباب به لحاظ ساختاری در این باب، از تذکرهٔ دیگری به عربی به نام یتیمة الدهر الگو گرفته‌است. در یتیمه‌الدهر هم فصلی تحت عنوان سلاطین شاعر وجود دارد.
همچنین در تذکرهٔ دیگری به نام «روضه السلاطین» بیش از تذکره‌های مذکور به این موضوع پرداخته شده‌است:
باب اول در احوال بهرام گور پادشاه  ساسانی آمده که به تعبیر این کتاب، اول کسی است که به زبان فارسی نظم کرد. همچنین در این باب به احوالات شاهان دیگری همچون  سلطان سنجر ماضی و  طغرل بیک سلجوقی و… اشاره شده که در نظم طبع خوبی داشتند.
باب دوم در بیان احوال  پادشاهان جغتای، ازبک، مغول و سلاطین ایشان می‌باشد که اشعار خوب گفته‌اند و در میان مردم شهرت دارند.
در باب سوم احوال سلاطین سمرقند و خراسان از اولاد و امجاد امیر تیمور گورکان و اشعار هر کدام به اختصار بیان شده‌است.
باب چهارم در بیان احوال پادشاهان عراق و روم است که نظم گفته‌اند.
باب پنجم در بیان احوال بعضی از ملوک هندوستان می‌باشد.
طبقه‌بندی شاهان شاعر بر اساس سلسله به شرح زیر می‌باشد:

## آل سامان
دوره سامانیان (و غزنویان) که در واقع دورة نشأت و گسترش شکوفه‌های ادب پارسی و عصر شاعر پروری و شاعر دوستی بوده می‌تواند در طی حیات ادبیات سرزمین مابعد از اسلام نقش اساسی را دارا باشد زیرا پادشاهانی نظیر نصربن‌احمدسامانی در این سلسله، کفایت و درایت او در مملکت داری و توجه خاص بقاطبه شعرا و نغز گویان و سرایندگان شعر فارسی قابل ارزش و از بسیاری جهات با اهمیت می‌باشد زیرا در این دوره است که شعر و ادب فارسی رونق خاصی یافت.
پادشاهان این سلسله که نسبت خود را بهرام چوبین می‌رسانیدند در تشویق و تحریض شعرا و احترام بدانشمندان اهتمام فراوان داشتند. تکریم آنان در حق اهل فضل چندان بود که خود با طیب خاطر و علاقه وافر در مجالس علمی و ادبی که در دربار بخارا تشکیل می‌دادند شرکت می‌جستند. شعرایی نظیر ملک‌الشعرا  رودکی سمرقندیدر دربار  نصربن احمد سامانی و شعرای دیگر همانند شهید بلخی، دقیقی، کسائی در این عصر مورد توجه خاص بودند و همیشه از الطاف پادشاهان سامانی برخوردار زیسته‌اند و حتی بعضی پادشاهان مثل  امیر متنصر سامانی که عمر خود را یکسره در زندان و جنگ گذرانده، خود بشخصه از ذوق شعر مایه‌ای تمام داشتند.
- امیر منصور بن نوح بن منصور سامانی
- ابوابراهیم اسمعیل سامانی
- امیر آغاجی علی بن الیاس

## آل عثمان
اغلب سلاطین عثمانی زبان فارسی را نیکو می‌دانستند و باین زبان شعر می‌سروده‌اند. مؤسس این سلسله پسر طغرل است که در سال ۶۹۹ هجری پس از کشته شده پادشاه سلجوقی روم بتخت پادشاهی نشست. پس از مرگ وی پسرش عثمان و پس از او پسرش اورخان و سپس مراد پسر اورخان و پس از مراد تخت پادشاهی به پسرش بایزید رسید. بایزید بواسطه دلیری و سرعت عملیات نظامی به لقب ایلدرم یعنی صاعقه ملقب شد. ایلدرم بایزید مردی ادب دوست بود و گاهی به فارسی شعر می‌سرود. او مدتی را در اسارت گذراند و در آنجا شعر می‌سرود. سرانجام در بیماری به نفع پسرش سلیم استعفا کرد. سلطان سلیم مردی باهوش و با سواد بود. طبع شعر عالی داشت و می‌توانست به ترکی و فارسی و عربی سخنسرائی کند.
- ایلدرم بایزید خان عثمانی
- سلطان سلیمان خان عثمانی
- سلطان سلیم عثمانی

## آل زیار
آل زیار سلاطینی بودند که در نواحی شمال ایران از قبیل طبرستان و گیلان سلطنت داشتند. مؤسس این سلسله مرد بلند همتی بود به نام مردآویز پسر زیار که از سربازی به سرداری رسیده بود. پس از مردآویز برادرش وشمگیر بجای وی نشست. شمس المعالی قابوس وشمگیر از شاهان این سلسله است که دارای کمالات و فضائل بسیار بوده و در عربی و فارسی سخنسرای زبردستی به‌شمار می‌رفته‌است. دیگر از شاهان این سلسله عنصر المعالی کیکاووس بن اسکندر نوه قابوس ست که شاعر و ادیب و فاضل بوده و کتاب قابوس نامه که از ذخائر ادبی ماست بقلم او نگارش یافته‌است.   
- قابوس بن وشمگیر دیلمی
- کاووس جرجانی دیلمی

## غزنویان
مؤسس این سلسله، سبکتکین نام دارد که اصلاً غلامی ترک نژاد بود. فرزند او سلطان محمود مشهورترین و مهمترین پادشاه سلسله غزنویان محسوب می‌شود که مشوق شعرای بزرگی مانند فرخی، غضائری، اسدی و .. بود. سلطان محمود خود نیزطبعی موزون داشت و از هنر شاعری بی بهره نبود. سلطان محمود به شعر و شاعری به قدری علاقمند بود که اداره مستقلی برای آن تشکیل داده بود و ریاست آن را به ملک الشعرای دربار خود عنصری محول کرده بود. او هنگامی که عجز و اضطرار خود را پایان عمر مشاهده کرد بر خود با این ابیات نوحه گری بنیاد کرد:
| به تیغ جهانگیر و گرز قلعه گشای    |  | جهان مسخر من شد چو تن مسخر رای    |
| گهی به عزّ و به دولت همی نشستم شاد |  | گهی ز حرص همی رفتم ز جای به جای   |
| بسی تفاخر کردم که من کسی هستم     |  | کنون برابر بینم همی امیر و گدای   |
| هزار قلعه گشادم به یک اشارت دست   |  | بسی مصاف شکستم به یک فشردن پای    |
| چو مرگ تاختن آورد هیچ سود نکرد    |  | بقا بقای خدای است و مُلک، مُلک خدای |

- قبائیان (پیغوی بن طغان)- معاصر سلطان محمود غزنوی
- سلطان محمود غزنوی
- سلطان محمد بن محمود غزنوی

## سلاطین غور
پادشاهان غور در ناحیه ای کوهستانی، بین هرات و غزنین، به نام غور فرمانروایی می‌کردند. بزرگترین آبادی سرزمین غور، فیروزکوه پایتخت آنان بود که مدتی به استقلال حکومت می‌کردند تا اینکه محمدبن سوری مغلوب محمود غزنوی شد و از آن تاریخ غوریان تحت تسلط غزنویان درآمدند.
- علاءالدین حسین غوری

## سلجوقیان
مشهورترین پادشاه سلجوقی، سلطان سنجر است که در سال ۵۱۱ هجری به پادشاهی رسید. دربار سنجر مهد پرورش علم و ادب به‌شمار می‌رفته و شعرای بزرگی چون امیر معزی و انوری ریزه خوار، خوان لطف و کرم وی بوده‌است. سلطان سنجر نیز خود شاعر بوده‌است.
- جلال الدین ملکشاه سلجوقی
- سلطان محمد سلجوقی
- سلطان طغرل سلجوقی
- عزالدین کیکاووس

## خوارزمشاهیان
خوارزمشاهیان مردمی دلیرو شعردوست و در عین حال ستمگر بودند. در زمان اَتنسر دولت خوارزمشاهیان قدرت بیشتری یافت. تا این که در زمان سلطان تَکِش، توانستند سلجوقیان را مغلوب کنند و یک دولت مقتدر خوارزمشاهی را بنیان بگذارند. سلطان تکش خود نیز گاهی شعر می‌ساخت. بهد از تَکِش، سلطان محمد خوارزمشاه، جانشین او شد. او قلمرو سلطنت خود را تا سر حد امکان وسعت بخشید تا اینکه مغولان به ایران حمله کردند. پس از او پسرش موسوم به جلال الدین یکی از دلیرترین فرزندانی است که خاک ایران در خود پرورش داده‌است که طبعی موزون هم داشت.
- سلطان اتسز خوارزمشاه
- سلطان تکش خان خوارزمشاه
- جلال الدین خوارزمشاه
- سلطان شاه خوارزمی
- صفوة الدین پادشاه قراختائی
- قطب الدین محمد خوارزمشاه
- نصرة الدین شاه کبودجامه
- سلطان علاء الدین محمد بن تکش خوارزمشاه
- ملک علیشاه بن السلطان تکش

## ایلخانان
تحت حمایت ایلخانان کتاب‌نگاری در زمینه علمی و تاریخی رونق گرفت. برخی متون قدیم چون شاهنامه فردوسی نیز به سفارش آنان بازنویسی و مصور شد. در میان ایلخانیان ایران، تنها امیری که قریحه سخنوری داشت ابوسعید بهادرخان پسرسلطان محمد خدابنده (اولجایتو) بود.
- امیر ابواسحق
- غازی گرای خان تاتار

## اتابکیان
مؤسس سلسله اتابکان فارس ملک مظفرالدین اتابک سلغر است که در سال ۵۴۳ بر لشکر ملکشاه سلجوقی غلبه کرد و شیراز را گرفت. بعد از او اتابک سعد زنگی بجای او نشست که از اشعار او یک رباعی است که در وصف غلام خود سروده‌است. مشهورترین پادشاه این سلسله ابوبکر ابن سعد است که اگر تدابیر عاقلانه او نبود فارس نیز مانند سایر نقاط ایران در آتش فتنه مغول می‌سوخت. او بنابرمصلحت از مغول‌ها اطاعت کرد و پرداخت خراج را متعهد گردید در نتیجه فارس مهد پرورش علم و ادب شد و نوابغی را بوجود آورد که یکی از آنها سعدی شیرازی است.
- سلجوق شاه سلغری
- سلطان سلفر شاه سعد زنگی
- اتابک سعدبن زنگی

## آل کرت
ملوکی که از نیمه اول قرن هفتم تا آخر قرن هشتم در قسمت شرقی ایران سلطنت داشتند و پایتخت آنها هرات بود. نسب آن‌ها به سلطان سنجر می‌رسید. سرسلسله آل کرت ملک شمس الدین بود که مورد لطف خاقان مغول بود. او و پسرش ملک فخر الدین از قریحه شعر و شاعری برخوردار بوده و درپاسخ نامه‌های خود از آن بهره می‌گرفتند.
- ملک شمس الدین کرت

## جلایریان
در این دوره هنر نگارگری ایران از اهمیت والایی برخوردار شد. زبان دیوانی و نیز زبان ارتباط جمعی قلمرو آل جلایر، فارسی بود و سلاطین آل جلایر، نامه‌های خویش را به فارسی می‌نگاشتند. فارسی نگاری در حوزه آثار علمی که پیش از آن از دوره ایلخانی و با سقوط خلافت، آغاز و جایگزین عربی نگاری شده بود، با حمایت‌های سلاطین جلایری، پیشرفت بسیار کرد و کتب منطق، فلسفه، تراجم، قصص، تصوف و مخصوصاً تاریخ، به فارسی نگاشته می‌شد.
- سلطان اویس جلایر
- سلطان احمد جلایر

## آل مظفر
آل مظفر با برقرار کردن حقوق ماهیانه برای اهل دانش و دین و ادب و هنر کمک شایان توجهی به این عرصه کردند.
سلطنت آل مظفر نخستین دولت ایرانی پس از قرنها حکومت ترکان و مغولان بر ایران بود. توجّه آنان به ساخت ابنیهٔ عمومی و عام‌المنفعه بر هنر ایرانی و اسلامی نیز تأثیر گذاشت. .
- ابویزید مظفری
- سلطان احمد برادر شاه شجاع
- شاه شجاع آل مظفر

## سلاطین جغتایی
- رشیدخان جغتایی (از خوانین چنگیزیه)
- سهیلی جغتایی (معاصر امیرعلی شیرنوایی / تیموریان)
- بدیع الزمان میرزای گورکانی جغتانی (معاصر شاه اسماعیل ماضی صفوی)
- امیر محمد صالح جغتایی (معاصر جامی / تیموریان)
- فنائی جغتائی (امیرنظام الدین علیشیر نوایی / تیموریان)
- ملک طاهر جغتائی (معاصر سلطان محمود غزنوی)

## بهمنیان
- فیروز شاه بهمنی

## عادل شاهیان
عادل شاهیان در ابتدا بخشی از سلطنت بهمنیان در دکن محسوب می‌شدند ولی کم‌کم استقلال یافتند مؤسس سلسله عادل‌شاهی فردی به‌نام یوسف عادل‌شاه بود که در آغاز جوانی از ایران به هندوستان رفته بود. گویند در نسب از سلاطین آل عثمان بوده که چون پدرش درگذشته و سلطان محمد جلوس کرده قصد قتل وی را کرد و او با فریب مادرش بگریخت. او و پسرش اسماعیل عادلشاه ملقب به وفایی دکنی پادشاهانی مقتدر و صاحب طبعی موزون بوده و اشعاری به فارسی دارند.
- وفائی دکنی
- یوسف عادل شاه دکنی

## گورکانیان
از اواخر قرن چهارم هجری که غزنویان در هندوستان به فتوحات درخشانی نائل آمدند نه تنها آئین اسلام بلکه فرهنگ و تمدن و زبان فارسی در آن سرزمین رواج یافت. شاهان غزنوی و غوری و امراء ترک و تیموری همه در مراکز اصلی خود بزبان فارسی تکلم می‌کردند و در دربار ایشان منحصراً آن زبان و آن آداب و آن رسوم و بالاخره همان فرهنگ را همراه خود به آن کشور بردند و کار به جایی رسید که رفته رفته هندوها نیز همدوش مسلمانان به آموختن زبان مردم ایران و تقلید از نظم و نثر ایشان مشغول شدند. مخصوصاً از قرن هفت به بعد رفته رفته در دهلی و برخی شهرهای دیگر هندوستان اغلب شاهانی که بر اورنگ فرمانروایی می‌نشستند شعرا و نویسندگان فارسی را مورد تشویق قرار می‌دادند و برخی از این شاهان نیز به فارسی شعر می‌سرودند.
- اکبر شاه بابری گورکانی هندی
- بابر میرزای گورکانی
- حسینی گورکانی
- سلیمان شاه میرزای گورکانی
- محمد مؤمن میرزای گورکانی
- همایون شاه بن بابر میرزای گورکانی

## تیموریان
مؤسس سلسله تیموریان امیر تیمور گورکانی است که چون در زد و خورد با حاکم سیستان تیری به پای وی اصابت کرد به تیمور لنگ معروف شد. تیمور در عین حال که مردی خونخوار بود مشوق و حامی و سرپرست ارباب علم و هنر نیز شمرده می‌شود. تیمور در پایان عمر میل داشت که نوه اش پیرمحمد فرزند میرزا جهانگیر جانشین وی شود امااو از پسر عم خود خلیل سلطان شکست خورد و متواری گشت و حکومت به خلیل رسید. خلیل سلطان پادشاهی عاشق‌پیشه بود و اشعار زیادی در هجر یار سروده.
شاهرخ میرزا پسر امیرتیمور که در هرات به تخت سلطنت نشست نیز پادشاهی صلح دوست و بی‌آزار بود و بیدادگری‌های پدرش را با عدل و داد تلافی کرد و گاهی شعر نیز می‌سرود.
الغ بیک فرزند شاهرخ نیز پادشاهی شاعر و هنرپرور بود. بایسنقر پسر شاهرخ نیز مانند پدر ادب دوست بود. او شرابخوار بزرگی بود و بزندگی مستانه خود ادامه می‌داد. شراب می‌خورد و شعر می‌گفت و هنرمندان را تشویق می‌کرد تا آنکه یکروز صبح در سن سی و سه سالگی در بستر خوابش مرده یافتند در حالیکه هنوز در دستش شراب بود. ولی نام بایسنقر با وجود عادت مذمومی که داشت زنده است زیرا در سنه ۸۲۹ دیباچه فردوسی را بنام او باسم دیباچه بایسنقری برشته تحریر درآوردند. این شاهنامه به شاهنامه بایسنقری معروف است.
- خلیل سلطان
- الغ بیک
- بایسنقر
- سلطان حسین

## صفویان
نسب شاهان صفوی به شیخ صفی الدین اردبیلی می‌رسد و به همین جهت این سلسله را صفویه می‌نامند. شیخ صفی الدین از عرفای مشهور بود و گویا شعر نیز می‌سروده‌است. مؤسس سلسله صفویه شاه اسماعیل است که برای پیشرفت کار خود مذهب شیعه را که تا قبل از او در ایران رسمیت نداشت رسمی نمود و تشویق مداحان آل علی را یکی از راه‌های ترویج این مذهب تشخیص داد و لذا از آن به بعد در تاریخ ادبیات فارسی فصل جدیدی آغاز شد وآن مراثی و مدائحی بود که شعرا دربارهٔ ائمه اطهار می‌سرودند. شاه اسماعیل خود نیز به ترکی و فارسی شعرهایی سروده و تخلص او هم خطائی بوده‌است. شاه اسماعیل چهار پسر داشت به نام‌های سام میرزا، طهماسب میرزا، بهرام میرزا و القاص میرزا که همه شاعر بودند.
شاه عباس اول که از لحاظ قدرت فرمانروایی و بسط سلطنت و رعیت پروری و حسن سیاست در اداره امور از سلاطین کم‌نظیر ایران به‌شمار می‌رود نیز گاهی شعر می‌سرود و در شعر عباس تخلص می‌کرد. او در نامه‌هایی که به سلاطین می‌نوشت نیز گاهی شعر می‌سرود.
- احمد خان گیلانی
- امامقلی خان والی بخارا
- القاص میرزای صفوی
- ابوسعید بهادرخان چنگیزی
- بهرام میرزای صفوی الحسینی
- جاهی صفوی
- سلطان حسن صفوی
- خطائی صفری الحسینی
- رحیمی بهارلوی ترکمان
- سام میرزای صفوی
- سلطان مصطفی میرزا
- عبدالعزیز خان ترکستانی
- شاه عباس ماضی صفوی
- عادل صفوی
- عادلی صفری
- شاه عباس بن شاه صفی صفوی
- عبیدالله خان اوزبک ترکستانی
- عرفان شهرستانی
- علاءالملک لاری
- مرتضی قلیخان شاملو
- مسیب خان تکلو
- مظفر حسین میرزای صفوی
- نجفقلی خان زنگنه

## افشاریان
- جدایی افشار
- رضاقلی میرزای افشار

## درانی
- تیمورشاه افغان ابدالی

## زندیان
- انور زند شیرازی

## قاجار
مؤسس سلسله قاجاریه، آقامحمدخان قاجار است. سپس برادرزاده اش فتحعلی خان با نام اصلی باباخان پس از تفألی به حافظ به تهران رفت و با نام فتحعلیشاه قاجار به سلطنت رسید. فتحعلیشاه در عیش و نوش و زن پرستی پیش از حد افراط می‌کرد. او شعر نیز می‌سرود و چنین معلوم می‌شود که در شاعری نیز مانند عشقبازی افراط می‌کرده زیرا بیش ازسایر شاهان شاعر از خود آثاری گذاشته‌است. برخی از فرزندان فتحعلیشاه در شاعری استادی زبردست بودند. محمدرضا میزرا که مدتی حکومت گیلان را داشت و پس از فوت پدرش به تهران آمد و در دربار محمدشاه بود در شعر افسر تخلص می‌کرد و غزل را نیکو می‌سرود. علی قلی میرزا اعتماد السلطنه نیز از فرزندان فتحعلیشاه است که شاعر نائی بشمار می‌رفت و تخلصش فخری بود. شاهزاده علیرضا میرزا متخلص به شهره و عبدلله میرزا متخلص به دارا و ملک ایرج میرزا متخلص به انصاف، دولتشاه قاجار متخلص به دولت و … نیز از فرزندان دیگر اوست.
دیگر از پادشاهان سلسله قاجاریه که دارای قریحه ادبی بوده ناصرالدین شاه پسر محمد شاه است. او به شکار رغبتی تمام داشت و گاهی بمناسبت شعری فالبدیهه می‌سرود. ناصر الدین شاه آثار بعضی شعرای بزرگ را نیز مورد مداقه و مطالعه قرار داده‌است مقداری از اشعار کلیات سعدی را انتخاب و از آن مجموعه ای فراهم کرده و به نام او بچاپ رسیده‌است. ناصرالدین شاه تنها پادشاهی است که دیوان اشعار خود را تنظیم کرده‌است. این اشعار از دیوان اوست:
| دل می‌بری و روی نهان می‌کنی چرا       |  | خود می‌کشی مر او فغان می‌کنی چرا؟  |
| گر در کمین کشتن عشاق نیستی          |  | تیر کرشمه را به کمان می‌کنی چرا؟  |
| این تیر غمزه را دل من مایل است و بس |  | این تیر را دریغ ز جان می‌کنی چرا؟ |

او نیز مانند شاه عباس عشق و علاقه فراوانی به زیارت مرقد ائمه اطهار داشت و اشعاری در این خصوص نیز سروده‌است.
- ناصرالدین شاه
- افسر قاجار
- انصاف قاجار
- آگاه قاجار
- احمدعلی میرزای قاجار
- بیضای قاجار
- جلال الدین میرزای قاجار
- جهانشاه قاجار
- حشمت قاجار
- خاقان صاحبقران قاجار قویونلو
- خسروی قاجار
- خاور قاجار
- دولتشاه قاجار
- داور قاجار
- دارای قاجار
- رضوان قاجار
- سلطان قاجار
- شجاع السلطنه قاجار
- شوکت قاجار محمدتقی میرزا
- شاپور قاجار
- شوکت قاجار محمد قاسم خان
- شهره قاجار
- طغرل قاجار
- عزت قاجار
- فخری قاجار
- فرخ قاجار
- فرهاد میرزای قاجار
- محمود میرزای قاجار
- ناصری قاجار
- والی قاجار
- هلاکو خان قاجار قویونلو